# 2010년 FIFA 월드컵 심판
2010년 FIFA 월드컵 심판들은 2010년 2월 5일, 축구의 행정 부서인 FIFA에 의해 주심과 부심 3인방의 묶음으로 30팀 선정되었다. 최종 심판진은 2008년 10월에 발표된 38팀의 예비 심판진들에서 추출하여 선정되었는데, 이들은 또 2007년 심판 보조 활동에 선정된 54팀으로부터 선정되었다. 8강전부터 참가하는 심판진 수는 19팀으로 줄어들었다.

## 선정 과정
2007년, FIFA의 상임위원회는 2010년 FIFA 월드컵 경기들을 주관하기에 최적의 컨디션을 만드는데 돕기 위하여 심판 보조 활동 (RAP) 을 추진하였다. 처음에 참가하는 심판진 수는 54팀이었다. 몇달 후, 국내 리그와 RAP 세미나 등 FIFA 대회에서의 성과를 반영하여 평가되었다. 2008년 9월, 총 54팀 중 53팀이 스위스 취리히의 "정예 심판진" 세미나에 참석하여, 기술적, 체력적, 그리고 정신적 역량을 평가하였다. 결과는 FIFA 심판위원회로 통보되어 10월 22일에 38팀의 심판진이 예비로 선정되었다.
38팀의 심판진들 중, 6개 대륙 대표의 10팀이 남아프리카 공화국에서 FIFA 월드컵을 12달 앞두고 열린 2009년 FIFA 컨페더레이션스컵 중재를 위해 선정되었다. 이 대회는 FIFA에 의해 심판진 평가 활동으로 반영되었고, 이들이 남아프리카 공화국에서 열린 FIFA 월드컵에 기술적으로, 체력적으로 준비되었는지를 확인시켰다.
2010년 2월 5일, 취리히의 FIFA 심판위원회 회의에서 대회를 주관할 30팀의 최종 심판진들이 발표되었다. 심판진들은 최종 선정 과정에서 기존의 동일한 방식으로 평가되어 선정되었다. 선정 이후, 각각 심판진들은 취리히의 슐테스 병원에서 2월 25일부터 3월 6일까지 FIFA가 시행한 대회 전 의료 검진 (PCMA) 에 임하였다.
그러나, 2010년 5월 27일, 두 팀의 심판진 (카를로스 아마리야와 모하메드 베누자 주심과 그들의 심판진) 이 취리히에서 동시에 시행된 표준 체력 검사를 통과하지 못하면서 최종 명단에서 제외되었다. 우루과이 출신인 마르틴 바스케스의 심판진이 이들을 대신하였다.
8강부터 FIFA는 대회에 남을 심판진 수를 줄였고, 그에 따라 10팀의 심판진들이 귀국하였다. 귀국한 심판진들로는 로베르토 로세티 (이탈리아), 호르헤 라리온다 (우루과이), 스테판 라누아 (프랑스), 마시모 부사카 (스위스), 마르틴 한손 (스웨덴), 코만 쿨리발리 (말리), 숩키딘 모드 살레 (말레이시아), 피터 오리어리 (뉴질랜드), 마르틴 바스케스 (우루과이), 그리고 호엘 아길라르 (엘살바도르)의 팀이 있었다.

## 심판진 목록
| 대륙     | 주심                     | 부심                                                     |
| -------- | ------------------------ | -------------------------------------------------------- |
| AFC      | 숩키딘 모드 살레         | 제프리 고 무 유신                                        |
| AFC      | 칼릴 알 감디             | 살레 알 마르주키 하산 캄라니파르                         |
| AFC      | 랍샨 이르마토프          | 라파엘 일야소프 바하디르 코하로프                        |
| AFC      | 니시무라 유이치          | 정해상 사가라 도루                                       |
| CAF      | 제롬 데이먼              | 에노크 몰레페 셀레스틴 은타군지라                        |
| CAF      | 코만 쿨리발리            | 레두안 아시크 이나시우 캉디두                            |
| CAF      | 에디 메예                | 베시르 하사니 에바리스 망쿠앙드                          |
| CONCACAF | 카를로스 바트레스        | 카를로스 파스트라나 레오넬 레알                          |
| CONCACAF | 베니토 아르춘디아        | 마르빈 토렌테라 엑토르 베르가라                          |
| CONCACAF | 마르코 로드리게스        | 알베르토 모린 호세 루이스 카마르고                       |
| CONCACAF | 호엘 아길라르            | 후안 숨바 윌리암 토레스                                  |
| CONMEBOL | 카를루스 이우제니우 시몽 | 아우테미르 하우스만 호베르투 브라츠                      |
| CONMEBOL | 엑토르 발다시            | 에르난 마이다나 리카르도 카사스                          |
| CONMEBOL | 호르헤 라리온다          | 마우리시오 에스피노사 파블로 판디뇨                      |
| CONMEBOL | 마르틴 바스케스          | 미겔 니에바스 카를로스 파스토리노                        |
| CONMEBOL | 파블로 포소              | 프란시스코 몬드리아 파트리시오 바수알토                  |
| CONMEBOL | 오스카르 루이스          | 아브라암 곤살레스 움베르토 클라비호                      |
| OFC      | 피터 오리어리            | 브렌트 베스트 매슈 타로                                  |
| OFC      | 마이클 헤스터            | 얀-헨드릭 힌츠 테비타 마카시니                           |
| UEFA     | 볼프강 슈타르크          | 얀-헨드리크 잘버 미케 피켈                               |
| UEFA     | 프랑크 더 블레이케러     | 발터르 프로만스 페터르 헤르만스                          |
| UEFA     | 마르틴 한손              | 스테판 비트베리 헨리크 안드렌                            |
| UEFA     | 마시모 부사카            | 프란체스코 부라지나 마티아스 아네트                      |
| UEFA     | 알베르토 운디아노 마옝코 | 후안 카를로스 유스테 히메네스 페르민 마르티네스 이바네스 |
| UEFA     | 로베르토 로세티          | 스테파노 아이롤디 파올로 칼카뇨                          |
| UEFA     | 하워드 웹                | 마이크 물라키 대런 칸                                    |
| UEFA     | 올레가리우 벵케렌사      | 베르티누 미란다 주제 카르디날                            |
| UEFA     | 스테판 라누아            | 에리크 당솔 로랑 위고                                    |
| UEFA     | 커셔이 빅토르            | 바모시 티보르 에뢰시 가보르                              |